# Tito Livio Zambeccari
Tito Livio Zambeccari (Bolonha, 3 de junho de 1802 — Bolonha, 2 de dezembro de 1862) foi um revolucionário italiano que lutou no Brasil.
Filho do conde Francesco Zambeccari , como o pai, demonstrou interesse por estudos científicos e naturalistas. Aos dezenove anos filiou-se às “lojas conspiradoras”, de cunho liberal, possivelmente aos carbonários, que pretendiam libertar a Itália. Logo em seguida foi sentenciado com pena de morte e obrigado a fugir para a Espanha, em 1821.

## A viagem
Em 1826, Zambeccari comprou passagem para a América do Sul e desembarcou em Montevidéu, região conflagrada pela Guerra da Cisplatina. Ali, apresentou-se aos uruguaios, que lutavam pela independência e contra o Império do Brasil. Em 1829, em Buenos Aires, Zambeccari aliou-se aos unitaristas portenhos (contrários a Juan Manuel de Rosas) e, junto com os italianos que ali residiam, formou uma legião, da qual fora escolhido para ser o comandante, convite que declinou.

## Tito Farrapo
Após a derrota de sua facção e ascensão do ditador Rosas ao poder, Zambeccari embarcou para o Rio Grande do Sul, onde tinha amigos que conhecera no período da Guerra da Cisplatina. Chegou ao Rio Grande do Sul em 1831, e no mesmo ano, estava prestando seus serviços científicos à Província de São Pedro do Rio Grande, onde esboçou o mapa mais antigo de Porto Alegre, possivelmente datado de 1833. Trabalhou com a medição de lotes urbanos e ruas da colônia de São Leopoldo e relacionou mais de 1.500 espécies botânicas no seu herbário, provenientes das Missões. Também participou das reuniões do Gabinete de Literatura da Sociedade Continentino e escreveu em vários jornais de cunho liberal na Província. Teria sido o redator dos jornais O Continentino e O Republicano, além de colaborar com  O Recopilador Liberal.
Tornou-se amigo e assessor daqueles que viriam a ser os líderes da Revolução Farroupilha: Bento Gonçalves, Onofre Pires e Domingos José de Almeida. Segundo relato de seus contemporâneos, “Zambeccari, Bento Gonçalves, Onofre Pires e José Calvet é que tratavam dos negócios da República Rio-Grandense, sendo Zambeccari a primeira cabeça que planejara a marcha que se deveria seguir mais tarde”. Sua proximidade com Bento Gonçalves era tanta que o chamavam de seu secretário particular ou um secretário sem pasta.
Para o historiador Alfredo Varela, o italiano influenciara os manifestos assinados por Bento Gonçalves, sendo o de 24 de março de 1836 de sua autoria. Assim, também, a bandeira da República Rio-Grandense teria sido idealizada por Zambeccari, antes mesmo do início da revolução. Ao rebentar o conflito, tornou-se secretário e chefe do estado-maior do general Bento Gonçalves. Com ele foi preso na batalha do Fanfa, em 4 de outubro de 1836, e enviado à Presiganga, navio-prisão ancorado no Lago Guaíba, para depois ser transferido para a Fortaleza de Santa Cruz, no Rio de Janeiro. Nunca mais voltou ao Rio Grande.

## Na Itália com Garibaldi
Na prisão, teve sua saúde debilitada; entretanto, manteve seus estudos. Acabou deportado, em 1839, após três anos encarcerado. Partiu para a Europa e tentou chegar ao seu país, mas se viu barrado pela nova ordem de prisão. Dois anos depois, conseguiu autorização para retornar a Bolonha, sendo no entanto vigiado pelo governo papal.
Participou dos movimentos de 1848, libertando Módena, tendo sob sua liderança 1500 homens. Também tomou parte na expedição de Giuseppe Garibaldi e de seus camisas vermelhas, que conquistaram o reino das Duas Sicílias. Foi sua última participação na vida política.
Faleceu em 2 de dezembro de 1862.